# Le Faulq
Le Faulq är en kommun i departementet Calvados i regionen Normandie i norra Frankrike. Kommunen ligger i kantonen Blangy-le-Château som ligger i arrondissementet Lisieux. År 2022 hade Le Faulq 325 invånare.

## Befolkningsutveckling
Antalet invånare i kommunen Le Faulq
Referens: INSEE